# 山川亜古
山川 亜古（やまかわ あこ、1966年 - ）は、日本の北欧研究者。大阪大学外国語学部非常勤講師、東海大学文学部北欧学科非常勤講師、目白大学エクステンションセンター講師を務める。東海大学大学院文学研究科史学専攻修士課程修了。フィンランド・サーミ言語文化に関する執筆や通訳・翻訳家としても多方面で活動している。

## 来歴
- 1996年 フィンランド政府奨学生としてヘルシンキ大学人文学部フィン・ウゴル言語研究科へ留学。
- 1998年 オウル大学人文学部文化人類学専攻へ留学。
- 2003年 平成15年度外務省研修所フィンランド語講師。
- 2008年 ノルウェー国サーミ大学へ留学。
- 2009年 平成21年度外務省研修所フィンランド語講師。
- 2016年4月 外務省研修所講師。
- 2016年9月 東海大学文学部北欧学科非常勤講師。

## 所属学会等
- 日本ウラル学会
- フィンランド文学協会会員

## 著書
- 『ニューエクスプレスフィンランド語』（山川亜古）（白水社、2013年9月）[2]
- 『フィンランドを知るための44章』共著（明石書店、2008年7月）
- 『らくらく旅のフィンランド語』（山川亜古）（三修社、2004年6月）